# Kościół w Tornowie (Eberswalde)
Kościół w Tornowie (niem. Dorfkirche Tornow) – protestancki kościół zlokalizowany w Tornowie, południowo-wschodniej części niemieckiego miasta Eberswalde, położonego w Brandenburgii, w powiecie Barnim.

## Historia i architektura
Świątynia jest prostokątną, jednonawową budowlą wzniesioną z ciosów granitowych, z prostokątnym prezbiterium. Została wzniesiona w połowie XIII wieku. Po wschodniej stronie prezbiterium znajduje się grupa trzech okien. Na początku XX wieku kościół został odmalowany po pożarze, zniszczył dużą część malowideł. Do dziś zachowały się tylko niewielkie ich fragmenty.
O ile okna w nawie i prezbiterium zostały powiększone, o tyle zespół trzech okien po stronie wschodniej pozostał prawie niezmieniony od czasu budowy. Ich oryginalne dębowe ramy odkryto w 1906, ale potem zostały zastąpione nowymi i nie dotrwały do czasów obecnych.
Od strony zachodniej znajduje się reprezentacyjny portal ostrołukowy. Jego odpowiednik z czasów znacznie późniejszych, znajduje się po stronie północnej. Łuk tęczowy wewnątrz krytej płaskim stropem nawy, jest również ostrołukowy. Z XIII wieku pochodzą dwa dzwony. Oba są ozdobione medalionami z motywem Baranka, Zwiastowania Maryi, orła askańskiego, niesiena krzyża, Ukrzyżowania i aniołów.
Szachulcowa wieża dobudowana została w 1796. Również wyposażenie świątyni pochodzi z tamtych czasów. 

## Otoczenie
Obiekt otoczony jest cmentarzem, na którym znajduje się m.in. grób żołnierza Huberta Grycy i 34 innych nieznanych żołnierzy, w tym sowieckich.

## Galeria

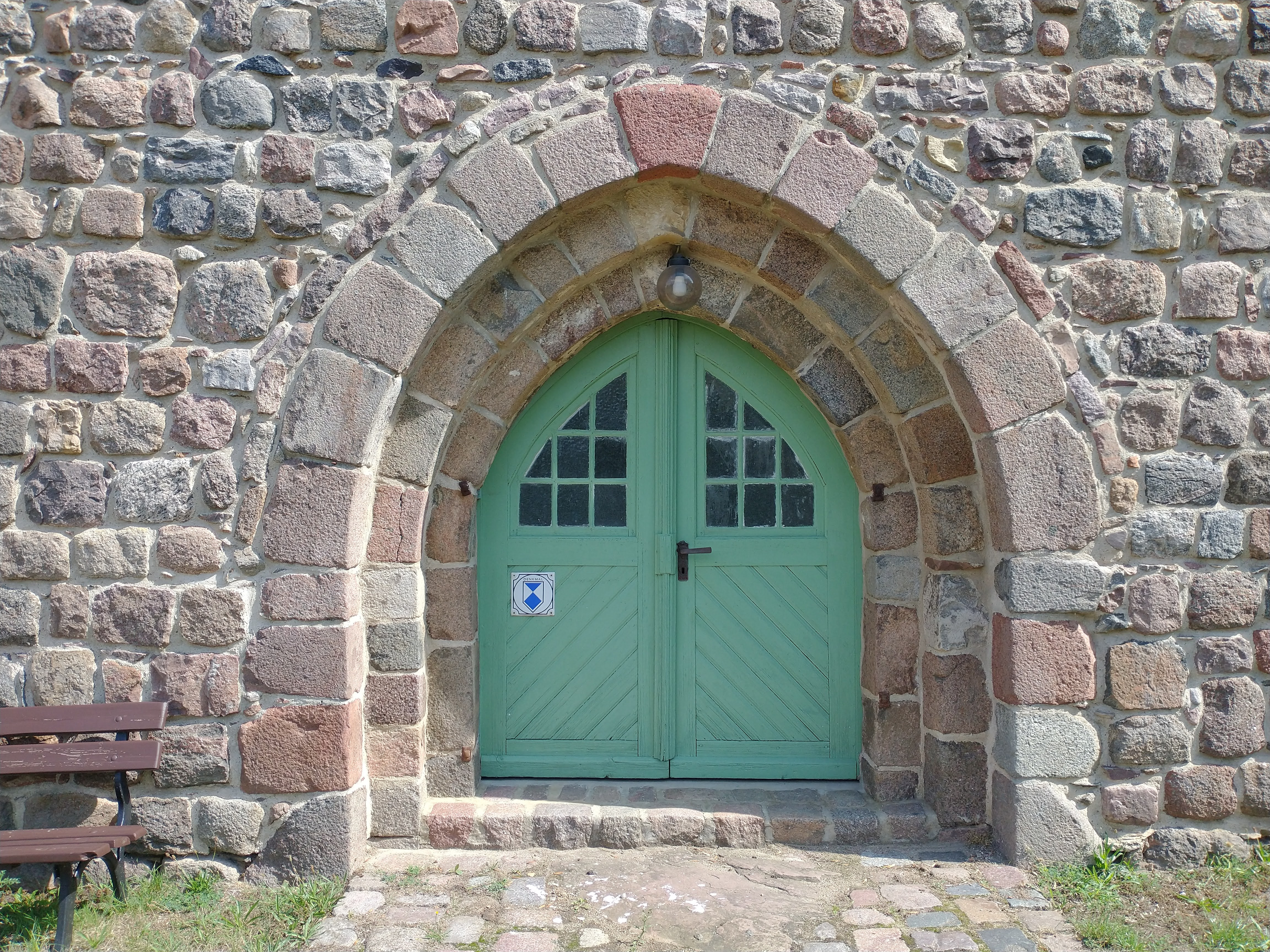
Portal zachodni
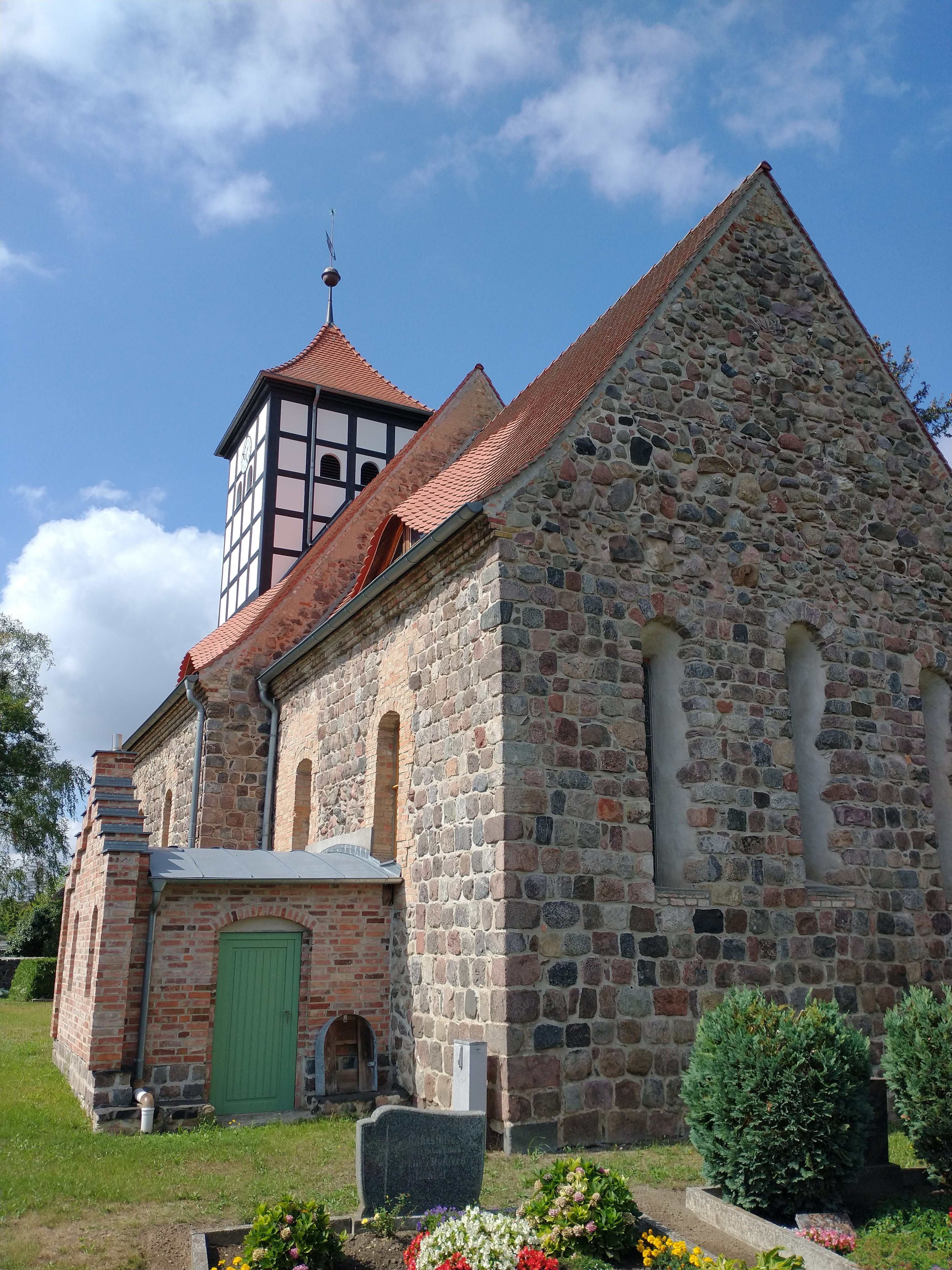
Prezbiterium
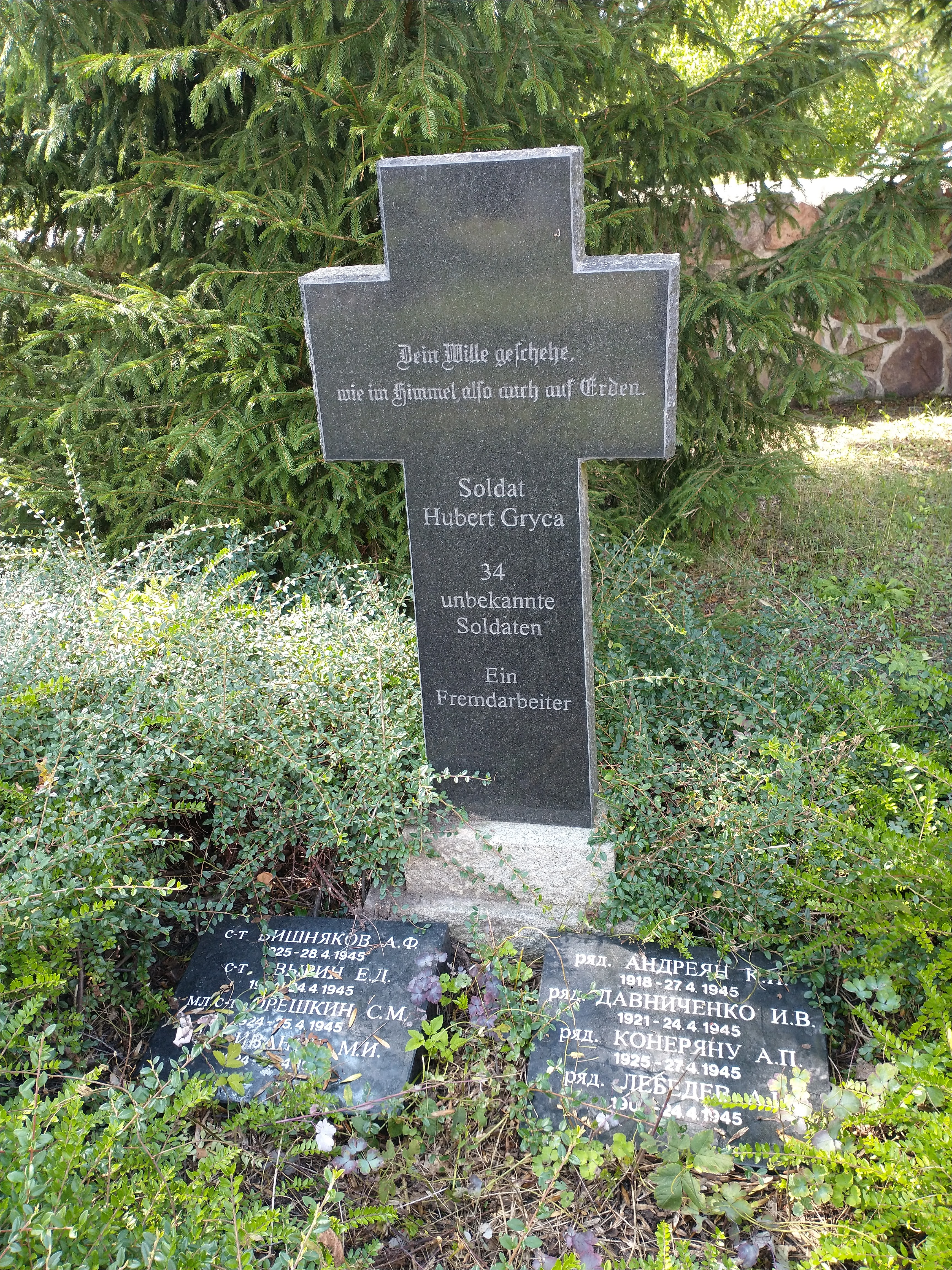
Grób Huberta Grycy